# Грылска-Падина
Грылска-Падина (болг. Грълска падина) — село в Болгарии. Находится в Софийской области, входит в общину Драгоман. Население составляет 13 человек (2022).

## Политическая ситуация
Грылска-Падина подчиняется непосредственно общине и не имеет своего кмета.
Кмет (мэр) общины Драгоман — Соня Стоянова Дончева (Болгарская социалистическая партия (БСП)) по результатам выборов.